# Merops pusillus
El abejaruco chico (Merops pusillus) es una especie de ave coraciforme de la familia Meropidae, que se encuentra en el África subsahariana.

## Hábitat
Habita en campos abiertos cercanos a zonas húmedas. En la estación seca frecuentan marismas, riberas de lagos y ríos, riachuelos; en cuanto a la estación húmeda sabana, buscan zonas un poco arboladas, claros herbosos en el bosque, dunas de arena, y también tierras de cultivos.

## Descripción

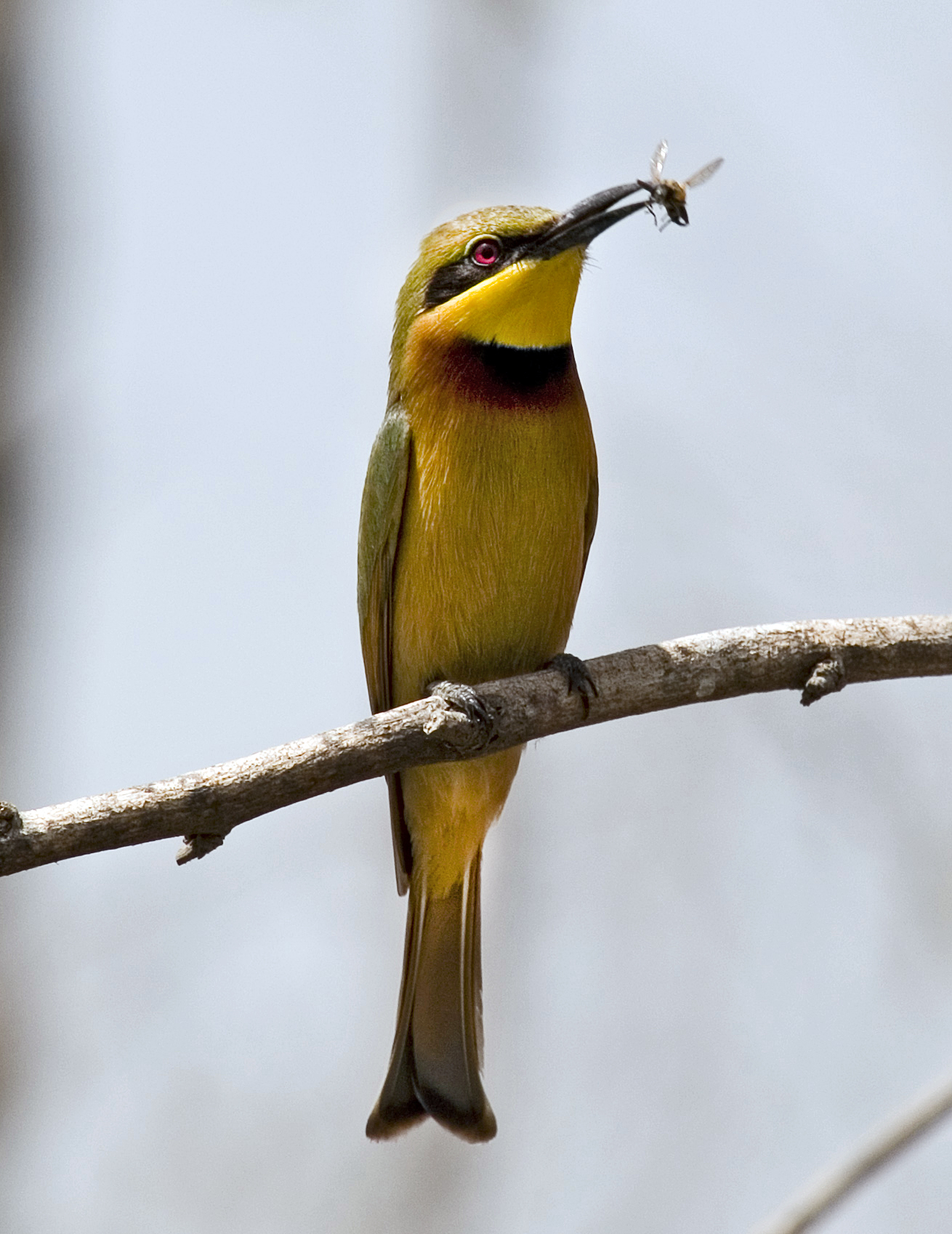
Abejaruco chico en el Hann Prk de Dakar, Senegal.

Es el abejaruco más pequeño; mide entre 15 y 17 cm, y pesa de 13 a 19 g.  Presenta abundante coloración, con las partes superiores verdes; ceja azul aguamarina brillante; banda ocular negra; garganta amarilla; gorguera negra azulada; parte superior del pecho como babero anaranjado a rufo o rojizo; partes inferiores ocráceas a anteadas; las alas son de colores verde y castaño.

## Alimentación
Se alimenta de insectos, principalmente de abejas, avispas y avispones, que atrapa en el aire en salidas desde una percha abierta. A menudo caza desde sitios bajos a un metro o menos altura. Antes de comer su presa, le quita el aguijón golpeando repetidamente el insecto sobre una superficie dura.

## Reproducción
Vive en comunidad y varios individuos se posan alineados en la rama de un árbol, pero anida en solitario, construyendo un túnel en un banco de arena o en la madriguera de un oricteropo. La hembra pone de 4 a 6 huevos blancos esféricos. Tanto el macho como la hembra cuidan de los huevos.